# Камышлинка (Башкортостан)
Камышлинка (баш. Ҡамышлы) — село в Кармаскалинском районе Башкортостана, административный центр Камышлинского сельсовета.

## Географическое положение
Расстояние до:
- районного центра (Кармаскалы): 18 км,
- ближайшей ж/д станции (Тюкунь): 5 км.

На юго-восточной окраине села расположен остановочный пункт 74 км железнодорожной линии Карламан - Мурапталово. Имеется ежедневное пригородное пассажирское сообщение до станций Стерлитамак, Карламан и Уфа.

## История
Крестьяне Вятской губернии в 1872 г. приобрели у башкир деревни Малаево, землю и основали посёлок, известный потом как село Камышлинка.
В 2005 году село Камышлинка объединёно с посёлком Белоозерского лесничества.
Текст Закона «О внесении изменений в административно-территориальное устройство Республики Башкортостан в связи с образованием, объединением, упразднением и изменением статуса населенных пунктов, переносом административных центров» от 20 июля 2005 года № 211-З гласит:

ст. 2. Объединить следующие населенные пункты с сохранением наименований:

5) в Кармаскалинском районе:

поселок Белоозерского лесничества и село Камышлинка Камышлинского сельсовета, установив объединенному населенному пункту тип поселения — село, с сохранением наименования «Камышлинка»;

## Население
| 2002 | 2009 | 2010 |
| ---- | ---- | ---- |
| 417  | ↗429 | ↘417 |

## Религия
В селе есть православная церковь в честь Страстотерпца Царя Николая.